# 생활 양식

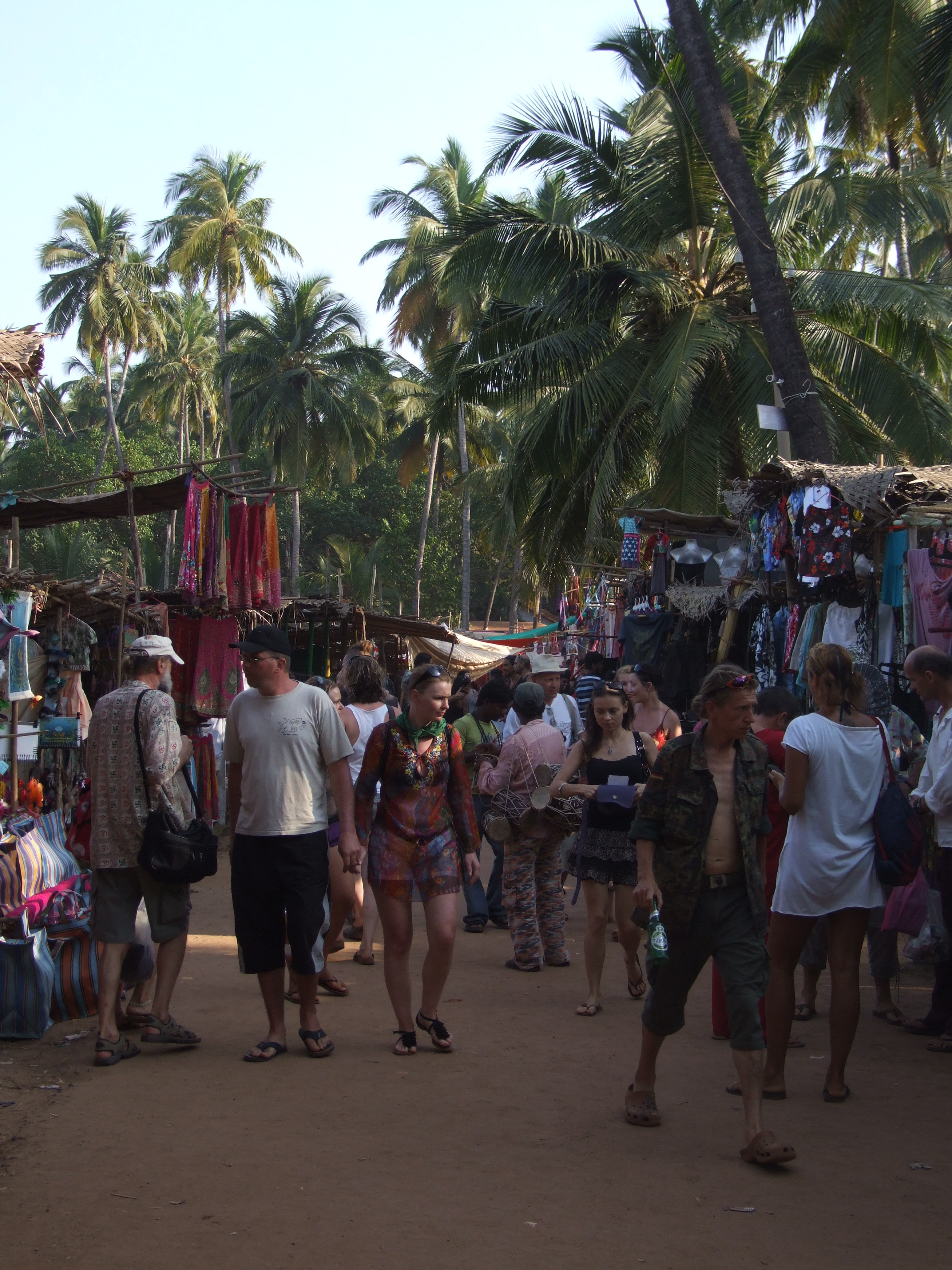

생활 양식(生活 樣式)은 사람이 사는 방식을 말한다. 다시 말해, 생활 양식은 주어진 시간과 장소에서 다른 사람과 스스로 둘 다에게 이치에 맞는 행위의 특징이다. 이를테면 사회 관계, 소비, 엔터테인먼트, 옷입기 등을 들 수 있다. 생활 습관의 행동과 실시를 습관이라고 한다. 또, 생활 양식은 보통 개인의 특성, 가치, 또는 세계관을 반영한다. 그러므로 생활 양식은 자아를 세우고 개인의 정체성과 조화가 되는 문화적 상징을 만들어내는 것을 뜻한다.

## 역사
"생활 양식"이라는 용어는 1939년에 처음 나온 것이다. 앨빈 토플러가 탈공업화 사회 속의 다양성이 증가됨에 따라 생활 양식의 폭발을 예측하였다. 현대 사회 이전에는 소문화, 곧 "생활 양식"에 접근하는 용어가 요구되지 않았다고 그는 말했다. 생활 양식은 비교적 주된 문화나 그룹 속의 차이를 부분적으로 또는 그대로 받아들인다. 주된 문화 속의 차별에 대한 관용은 현대성과 자본주의와 관련이 있는 것처럼 보인다.

## 같이 보기
- 인생관
- 개인 생활
- 단순한 삶
- 도 (철학)
- 인류학